# Joe Hendry
Joe Hendry ( Edinburgh , 1 mei 1988 ) is een Schotse professioneel worstelaar en Muzikant  die sinds 2022 actief is in de TNA.  Hendry  is een voormalige TNA World Champion en een voormalig  TNA Digital Media Champion. Sinds 2024 verschijnt hij ook in NXT van de WWE.